# Platostoma africanum
Platostoma africanum là một loài thực vật có hoa trong họ Hoa môi. Loài này được Palisot de Beauvois miêu tả khoa học đầu tiên năm 1818.